# 기산초등학교 (충남)
기산초등학교는 대한민국 충청남도 서천군 기산면 화산리에 있는 공립 초등학교이다.

## 학교 연혁
- 1933년 6월 17일 기산공립보통학교 개교(설립인가 5월 17일)
- 1938년 4월 1일 기산공립심상소학교 개칭
- 1941년 4월 1일 기산공립국민학교 개칭
- 1949년 9월 1일 월기분교장
- 1958년 4월 1일 월기국민학교 승격 분리
- 1981년 3월 17일 기산병설유치원 설립
- 1993년 3월 1일 기산국민학교 월기분교장 관할 및서천교육청지정 환경실천 시범학교 운영
- 1996년 3월 1일 기산초등학교 개칭
- 1998년 3월 1일 교육부지정 인성교육 자율시범학교 운영
- 1999년 9월 1일 월기분교장 통폐합
- 2006년 3월 1일 서천교육청지정 향토문화교육시범학교 운영
- 2010년 3월 1일 서천교육청지정 한자교육 시범학교 운영
- 2017년 2월 10일 제77회 졸업(총 6,717명)
- 2017년 3월 1일 초등 7학급, 유치원 1학급 편성
- 2020년 8월 24일 초등학교 리모델링
- 2021년 2월 9일 제81회 졸업(총 6,737명)
- 2021년 3월 1일 초등 7학급, 유치원 1학급 편성

- 2021년 4월 12일 초등학교 체육관(강당) 설립
- 2022년 2월 11일 제82회 졸업(총6,745명

## 참고 자료
- 기산초등학교 - 한국교육학술정보원 학교알리미